# شرکت برق یانگتسه چین
شرکت برق یانگتسه چین (به چینی: 中国长江电力股份有限公司) شرکت برق چینی است، که در زمینهٔ مدیریت نیروگاه‌های برق‌آبی، تولید برق و انتقال برق فعالیت می‌کند.
شرکت برق یانگتسه چین در سال ۲۰۰۲ با مشارکت شرکت ملی نفت چین، شرکت ملی انرژی هسته‌ای چین و شرکت برق هوانینگ راه‌اندازی شد. این شرکت مالک سد سه‌دره و نیروگاه آن می‌باشد، که بزرگ‌ترین نیروگاه برق جهان به‌شمار می‌آید.
دفتر مرکزی شرکت برق یانگتسه در شهر پکن قرار دارد و بخشی از  سهام آن در بازار بورس شانگهای معامله می‌شود. این شرکت برق تولیدشدهٔ خود را از طریق شرکت استیت گرید کورپوریشن چین به فروش می‌رساند.